# Můj modrý klavír (báseň)
Můj modrý klavír je autobiografická báseň, kterou do jisté míry můžeme označit za elegii, německé židovské básnířky Elsy Lasker-Schülerové. Vydána byla roku 1943 ve stejnojmenné sbírce, jež se stala jejím posledním dílem, i přestože byla otištěna až na pátém místě. Poprvé byla báseň zveřejněna 7. února 1937 ve švýcarských novinách Neue Zürcher Zeitung. Její blízký přítel Eduard Korrodi působil v té době na pozici redaktora fejetonů v curyšské redakci. Báseň vznikla v prvních Elsiných exilových letech; přesné datum nám není známo.

## Interpretace
Báseň, jež se skládá z pěti slok, ve kterých je použit střídavý rým, zrcadlí propastný úpadek a ztrátu ideálu kultury a umění v době třetí říše, který ztělesňuje objekt klavíru. Skrývá v sobě všechny tři druhy umění: v popisované modré barvě umění visuální (výtvarné), ve jmenovaném hudebním nástroji umění múzické a ve svém těle umění poetické.

První sloka, i přestože je psána v přítomném čase, nám dává možnost nahlédnout do dětství autorky. Vypráví, že má doma modrý klavír. Bezstarostnost však přetíná druhá oznamovací věta "und kenne doch keine Note", jež odkazuje na existující publikační restrikce a cenzuru v autorčině současnosti. Podobně jako u jiných básní Elsy Lasker-Schülerové je první slokou vyjádřeno komplexně téma počínajícího lyrického díla, zde konkrétně téma ztracených hodnot.

Ve druhé sloce se již pevně posouváne v čase do roku 30. let 20. století, do doby nástupu nacismu k moci. Umění bylo v této ponuré době zcela ovládáno dikcí nacistické propagandy, která kompletně eliminovala elementární zásady tvůrčí svobody. Melancholii podtrhuje modrá barva klavíru, jež se hojně vyskytovala zejména v počáteční tvorbě básnířky.

Třetí slokou se autorka vrací do minulosti. Ve vzpomínkách na ni nalézá útěchu před strastmi její současnosti. Motivem této strofy je postava Mondfrau, jež s největší pravděpodobností symbolizuje Elsinu matku, zmiňovanou i v jiných básních. Paralelu ke konejšivým vzpomínkám představuje verš "Nun tanzen die Ratten im Geklirr", odkazující na destrukci umělecké a kulturní sféry nacisty, kteří jsou převtěleni do ohavných krys, jež běháním po klaviatuře vyluzují jen příšerný skřípot, ani vzdáleně se nepodobající vznešenému umění. Tento verš je jediným nesouladem v básni, narušujícím harmonickou strukturu střídavého rýmu, však záměrně vloženým k vyzdvižení nebezpečí, se kterým se umění potýká.

Čtvrtá sloka se taktéž nese v melancholickém duchu a odkazuje na autorčinu přítomnost, ve které se nesmí legálně věnovat literární činnosti a byla donucena opustit Německo a odejít do exilu, kde se cítí odtržena od celého okolního světa, dána napospas v naprosté samotě. Ani ve Švýcarsku se netěšila úplné svobodě. Musela se neustále hlásit u cizinecké policie. Neměla řádné pracovní povolení, bez něhož si nemohla vydělávat, a proto prodávala své knihy po antikvariátech. Rozbití klavíru na osmé veršové řádce neznamená jen nefunkčnost hudebního nástroje, ale i zlomení jejího srdce, které pro umění bilo.

Finální, zdvojená (pátá) sloka je vrcholícím apelem a poslední neuskutečnitelnou, utopickou prosbou o smilování, zdůrazněná použitím ich-formy a apostrofy. Nemožnost navrácení se do přívětivějších časů minulých podtrhuje verš "auch wider dem Verbote", ve kterém je po předložce wider užit dativ, jenž tato předložka přijímala zejména ve staré horní němčině. Nekonstantnost gramatických jevů opětovně odkazuje na zdivočelé společensko-kulturní poměry autorčiny současnosti.
| Originál: Ich habe zu Hause ein blaues Klavier Und kenne doch keine Note. Es steht im Dunkel der Kellertür, Seitdem die Welt verrohte. Es spielten Sternenhände vier – Die Mondfrau sang im Boote. – Nun tanzen die Ratten im Geklirr. Zerbrochen ist die Klaviatur. Ich beweine die blaue Tote. Ach liebe Engel öffnet mir – Ich aß vom bitteren Brote – Mir lebend schon die Himmelstür, Auch wider dem Verbote. | Překlad: Alena Bláhová (1995) Já doma modrý klavír mám ač neznám ani notu. Ve sklepě vzdoruje temnotám a surovému světu. Svou píseň posílám ke hvězdám – ve člunu měsíční paní – teď krysy tančí v tom skřípotu. Z klaviatury zbyl prasklý rám... slzy mi stékají na ni. Andělé, k sobě vás svolávám, – já hořký chléb jídala z dlaní – zaživa chtěla bych vejít k vám – i proti přikázání. |